# Calci sulfide
Calci sulfide là hợp chất hóa học có công thức CaS. Chất màu trắng này được kết tinh thành các khối lập phương như đá muối. CaS đã được nghiên cứu như là một thành phần trong quá trình tái chế thạch cao, một sản phẩm khử lưu huỳnh bằng khí thải. Giống như nhiều muối chứa ion sulfide, CaS thường có mùi H2S, hệ quả từ một lượng nhỏ khí này được hình thành bằng quá trình thủy phân muối.
Xét về cấu trúc nguyên tử của nó, CaS kết tinh trong cùng motif như natri chloride cho thấy các liên kết trong chất này thuộc loại liên kết ion. Điểm nóng chảy cao cũng phù hợp với mô tả của nó như một chất rắn ion. Trong tinh thể, mỗi ion S2- được bao quanh bởi một hốc bát diện gồm sáu ion Ca2+, đồng thời mỗi ion Ca2+ cũng bao quanh bởi sáu ion S2-.